# Sviščevke
Sviščevke (znanstveno ime Gentianaceae) so družina enoletnih in trajnih zelišč, ki vključuje encijan in druge rastline z značilnimi grenčinami. Družina vsebuje 87 rodov in čez 1500 vrst.

## Značilnosti
Rastline so običajno korenikaste in imajo nasprotne liste brez prilistov ter zvezdaste, dvospolne cvetove, združene v socvetja. 

### Cvet
Čašnih listov je štiri ali pet (redko več) in so zrasli. Tudi venčnih listov je štiri ali pet, so zrasli in oblikujejo zvonast ali pladnjast venec. Prašniki so pritrjeni na venec, po številu pa jih je toliko kot venčnih listov.
Vrat pestiča je enostaven. Brazda je enostavna ali dvokrpa. 

### Plod in seme
Plod je največkrat odpirajoča se glavica, redko jagoda. Semena so majhna in vsebujejo endosperm.

## Razširjenost
Družina je razširjena po vsem svetu. Številne vrste so arktične in visokogorske rastine, mnoge rastejo na slanih ali močvirnih rastiščih. Nekatere rastejo tudi na odmirajočem rastlinstvu.

## Uporabnost
Številne vrste rodov Gentiana in Sabatia gojijo kot okrasne rastline. Grenčine iz korenik nekaterih vrst uporabljajo v zdravilstvu (encijan, svercija, tavžentroža). 

## Rodovi
| - Adenolisianthus - Anthocleista - Aripuana - Bartonia - Belmontia - Bisgoeppertia - Blackstonia (grenčica) - Calolisianthus - Canscora - Celiantha - Centaurium (tavžentroža) - Chelonanthus - Chironia - Chlora - Chorisepalum - Cicendia - Comastoma - Congolanthus - Cotylanthera - Coutoubea - Cracosna - Crawfurdia - Curtia - Deianira - Djaloniella - Enicostema - Eustoma - Exaculum - Exacum - Fagraea - Faroa | - Frasera - Geniostemum - Gentiana (svišč) - Gentianella (sviščevec) - Gentianopsis - Gentianothamnus - Halenia - Helia - Hockinia - Hoppea - Irlbachia - Ixanthus - Jaeschkea - Karina - Lagenanthus - Lapithea - Latouchea - Lehmanniella - Lisianthius - Lomatogoniopsis - Lomatogonium - Macrocarpaea - Megacodon - Microrphium - Monodiella - Neblinantha - Neurotheca - Obolaria - Oreonesion - Ornichia - Orphium | - Parajaeschkea - Phyllocyclus - Potalia - Prepusa - Pterygocalyx - Pycnosphaera - Rogersonanthus - Sabatia - Saccifolium - Schinziella - Schultesia - Sebaea - Senaea - Sipapoantha - Swertia (svercija) - Symbolanthus - Symphyllophyton - Tachia - Tachiadenus - Tapeinostemon - Tetrapollinia - Tripterospermum - Urogentias - Veratrilla - Voyria - Voyriella - Wurdackanthus - Xestaea - Zonanthus - Zygostigma |

## Galerija
- svišč (Gentiana)
- navadna tavžentroža (Centaurium erythraea)
- Exacum tetragonum